# Бранислав Црнчевић
Бранислав „Брана” Црнчевић (Ковачица, 8. фебруар 1933 — Београд, 14. април 2011) био је српски књижевник, афористичар, новинар, сценариста и политичар. Био је посланик Савезне скупштине Савезне Републике Југославије.

## Биографија

### Младост и образовање
Рођен је 1933. године у Ковачици. Његов отац Ђура Црнчевић је био Србин из Црне Горе, а преминуо је 1937. године. Мајка Вида се поново удала, па су живели у Руми. По окупацији у Априлском рату 1941. године, породица је из Руме протерана у Београд. Услед сиромаштва у последицама ратних околности, Брана је живео по домовима за смештај српских избеглица из Независне Државе Хрватске, најпре у Београду и потом у Матарушкој Бањи, док је његов брат Никола остао са мајком и очухом. Када је покушао да побегне из дома у којем је владала глад, по казни је одведен у село Црљенац код Петровца на Млави, где је упознао једног руског свештеника и почео да позајмљује књиге из његове личне библиотеке. Мајка га је ту пронашла 1944. године.
Студирао је на Филозофском факултету Универзитета у Београду. Своју каријеру је започео као шеф стоваришта и потом службеник представништва зрењанинске пиваре у Новом Саду.

### Новинарска и књижевна каријера
Затим је уследила новинарско-уредничка фаза у листовима „Јеж” и „Дуга”, као и у листу за децу „Мали јеж”. Такође је објављивао колумне у разним листовима и часописима, међу којима су „НИН” и „Политика”. У међувремену, објавио је своју прву књигу за децу Босоноги и небо, а нешто касније и прву збирку афоризама Пиши као што ћутиш. На књижевну сцену је ступио под псеудонимом Винон Румски и Бранислав БИП. Током своје дуге каријере писао је литературу за децу, романе, афоризме, приче, телевизијске драме, песме...
Црнчевићева дела су осећајна, једноставна и бајковита, што га препоручује како деци, тако и одраслим читаоцима. За грађу својих дела, он узима стварне, разигране, али и тужне слике живота. Књижевној теми приступа анегдотски са становишта хумора и фине ироније. Афоризми које је објављивао углавном су на тему карактера Срба и проблема мале државе.

### Политички ангажман
Црнчевић се са антикомунистичким ставовима истицао још у првој половини 60-их година, када је због једне приче био саслушаван од стране полиције и осуђен на месец дана затвора у Падинској Скели, али је имао нешто блажи затворски третман захваљујући интервенцији Добрице Ћосића и Животија Србе Савића, начелника Секретаријата унутрашњих послова за град Београд.
Са Слободаном Милошевићем се упознао након Осме седнице Централног комитета Савеза комуниста Србије 1987. године и уз повремене прекиде био његов пријатељ. Као кандидат Социјалистичке партије Србије је изабран за посланика Савезне скупштине Савезне Републике Југославије. Остао је упамћен као први савезни и народни посланик који се на заседању обратио са: „Даме и господо”, уместо: „Другарице и другови”. Напустио је СПС након увођења санкција Републици Српској.
Изабран је за председника Матице исељеника Србије 1990. године. Био је члан Српске демократске странке и заговорник невиности Радована Караџића пред Хашким Трибуналом.
По одласку Војислава Шешеља у Хаг учлањује се у Српску радикалну странку. Након страначког раскола, приклонио се крилу Томислава Николића и Александра Вучића, па постао један од оснивача Српске напредне странке.
Брана Црнчевић је члан Сената Републике Српске од 1996. године и добитник Ордена Његоша првог реда.

### Смрт и наслеђе
Преминуо је 14. априла 2011. године у Београду, после дуге и тешке болести. Сахрањен је у Алеји заслужних грађана на Новом гробљу у Београду.
Културни центар у Руми носи његово име.

## Награде и признања
- Орден Његоша првог реда (Република Српска)

#### Књижевне награде
- Награда Змајевих дечјих игара, за стваралачки допринос савременом изразу у књижевности за децу, 1987.
- Награда „Златни кључић”, за књижевност за децу, 2003.
- Награда „Златни беочуг”, за животно дело, 2010.
- Награда „Златни крст кнеза Лазара”, 2010.
- Награда „Мајсторско писмо”, Књижевне заједнице „Борисав Станковић”, Врање, 2011.

## Одабрани афоризми
1. Ако су сви изузев мене мој народ, мој јадни народ нема никога осим мене.
2. Тешко је бити Србин, али касно.
3. Сви смо ми деца дезертера из 1389. године.
4. Песник је одговоран само за оно што није рекао.
5. Осећам да би они жртвовали мој живот за своја убеђења.
6. Пре рата нисмо имали ништа, а онда су дошли Немци и уништили све.
7. Склоните се, долази будућност.
8. Ко је имао прилику да погине нека не кука што је остао жив.
9. Отаџбина никада није толико у опасности колико је спасавају.
10. Наши преци живели су веома бедно, а према најновијим подацима неки уопште нису ни живели.[5]